# Dinami
Dinàmi è un comune italiano di 1 683 abitanti della provincia di Vibo Valentia in Calabria.
Si trova al confine con la città metropolitana di Reggio Calabria.

## Geografia fisica
Il territorio comunale si estende dalla valle del fiume Mesima sino alle vette del versante occidentale della Catena delle Serre. È attraversato da diversi corsi d'acqua tra cui il principale è il fiume Marepotamo, principale affluente del Mesima, e dai torrenti Melanda e Torno. Il corso di quest'ultimo segna il confine con la provincia di Reggio Calabria.
Gran parte del territorio comunale è ricoperta da boschi di castagni e di faggi e abeti nella parte montana, mentre nella zona a valle la fa da padrone l'ulivo, mentre nelle valli ombrose resistono ancora boschetti di querce alcune delle quali pluricentenarie e di maestosa bellezza. La parte occupata dalle colline tra il Mesima e il Marepotamo è occupata quasi interamente da pascoli e da piccoli ampezzamenti coltivati a vite.
La piovosità media annua della zona è di 1090 mm per il paese di Dinami ma nella parte alta del territorio comunale si raggiungono i 1700 mm di media annua.
È stato interessato da diverse alluvioni, la più catastrofica delle quali si è verificata il 13 novembre 1959, ma gravi danni li produsse anche quella del 16 novembre 1987.
Il territorio comunale ha subito gravi danni dal terremoto del 1638, mentre distruttivo fu il terremoto del 1659 in particolare nella parte valliva del comune. In questa zona si trovava il centro feudale di Soreto che fu quasi interamente distrutto. Dopo quella data il paese di Dinami che fino ad allora era solo un casale di Soreto diventò il centro principale. 
Il terremoto più distruttivo fu però quello del 1783. Dinami fu raso al suolo e ricostruito nello stesso sito.
Altri danni li fece il terremoto del 1905, mentre il disastroso terremoto del 1908 di Reggio e Messina provocò solo danni lievi.

### Geologia
Il territorio è costituito principalmente da un basamento granitico che contraddistingue la struttura di tutta la Catena montuosa delle Serre. Affioramenti molto caratteristici si trovano nelle valli dei torrenti Melanda e Torno. In particolare nella valle del torrente Melanda è presente una cascata su una parete granitica alta 22 m, mentre nella valle del torrente Torno si trova un piccolo canyon inciso nel granito molto suggestivo.
Sovrapposte al basamento granitico, principalmente nella parte valliva, si trovano in sequenza argille plioceniche miste a marne, sabbie plio - pleistoceniche, e conglomerati fluviali quaternari.
La sequenza è magnificamente individuabile lungo la valle del torrente Melanda in una parete verticale di 130 m proprio sul versante opposto a quello in cui si trova il paese di Dinami.
Superato il fiume Marepotamo invece le colline che lo separano dal fiume Mesima sono costituite solamente da argille marne e sabbie mentre manca lo strato conglomeratico.
Tettonicamente il territorio comunale è tagliato da una linea di faglia che segue il versante delle Serre lungo la linea sulla quale si trovano i centri abitati. Osservato in sezione verticale la valle del Mesima mette in evidenza un esempio scolastico di struttura originata da faglie dirette. Il massiccio delle Serre e il Monte Poro costituiscono gli Horst mentre la valle e un tipico Graben. Nel particolare lungo il versante che risale dalla valle del Marepotamo verso le Serre si trova una serie di ripidi pendii inframezzati da pianori, tipico esempio di gradinata di faglia. Al bordo superiore del primo pianoro si trova Dinami e la quasi totalità dei paesi delle Preserre sia Vibonesi che Reggine. Continuando a risalire il versante diviene nuovamente ripido fino ai cosiddetti Piani. Al bordo inferiore di questo pianoro si trova la frazione di Monsoreto e molte contrade montane dei centri prima citati. Questo pianoro che si trova tra i 650 e gli 800 m s.l.m. è costituito dalle stesse sabbie, poggiate su substrato granitico, che si trovano nella parte valliva a dimostrazione dei movimenti tettonici che si sono verificati negli ultimi 7 milioni di anni. In particolare ad ulteriore conferma della struttura ad Horst e Graben le stesse sabbie si ritrovano anche dall'altra parte della vallata sul Monte Poro. 
La Linea di Faglia nel paese di Dinami è osservabile come una depressione che taglia in due il pianoro tra il quartiere di Rione Palazzi e la contrada Barco, identificabile con la piazza di San Rocco. Allo stesso modo è evidente questa depressione nel vicino paese di San Pier Fedele (RC) tra la Chiesa e la contrada Campo, mentre verso la frazione di Melicuccà la depressione è evidente poco sopra il cimitero comunale.

## Origini del nome
Il nome del paese deriva dal greco dynàmi, δύναμη, "forza".

## Storia

### Simboli
Lo stemma comunale è stato riconosciuto con DPCM del 25 giugno 1945.
Il gonfalone è un drappo partito di rosso e di verde.

## Società

### Evoluzione demografica

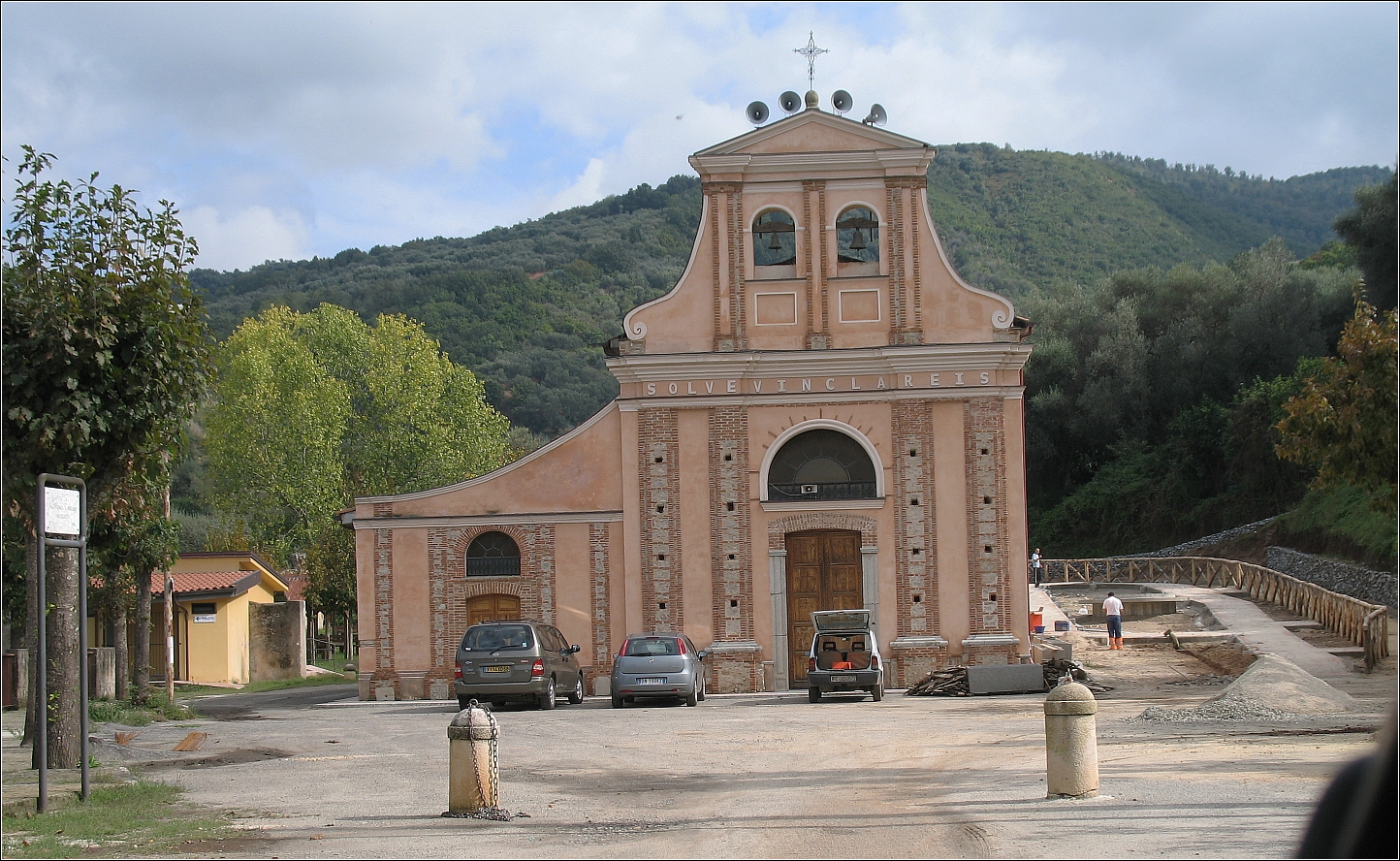
Santuario Maria S.S. della Catena

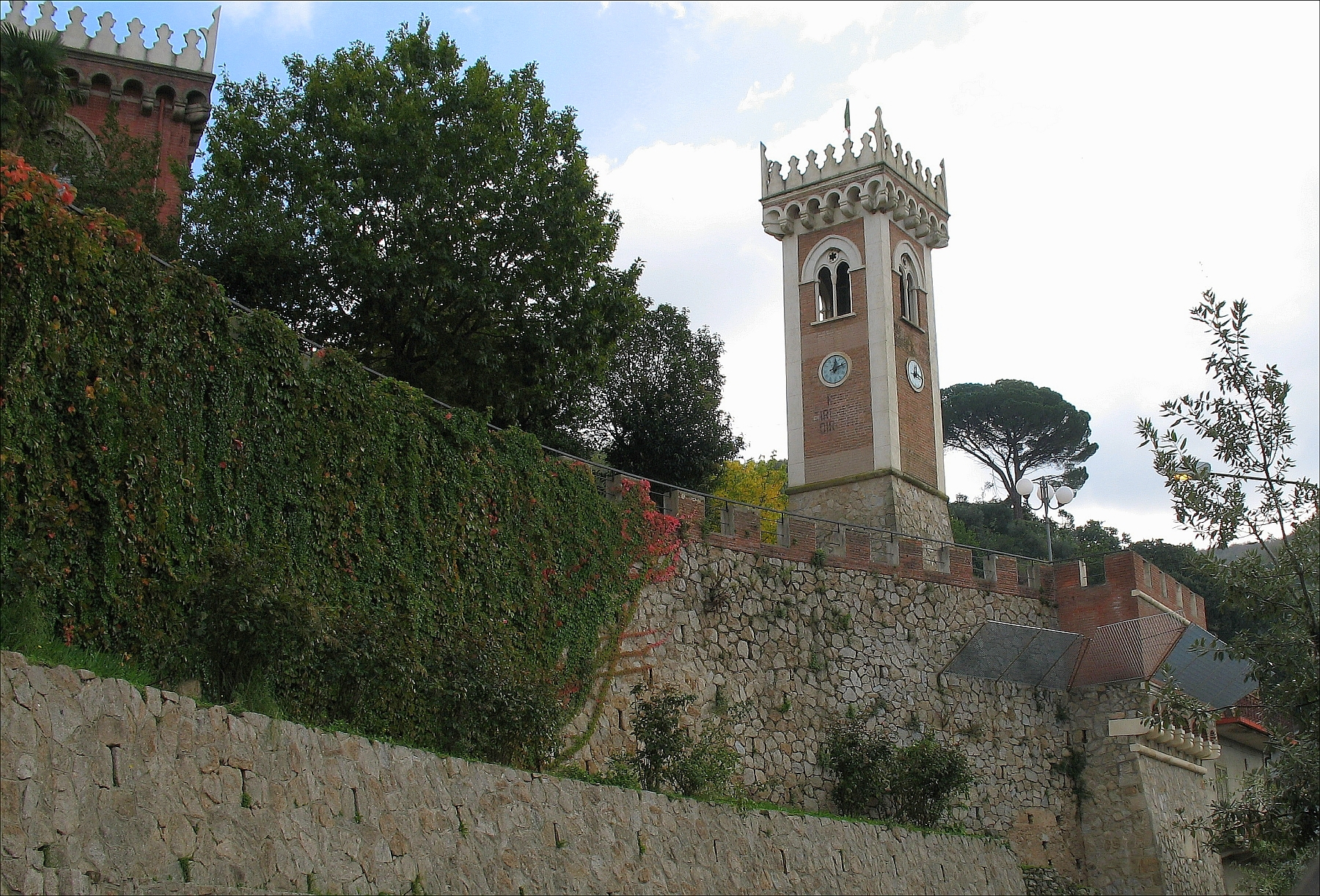
Torre dell'orologio

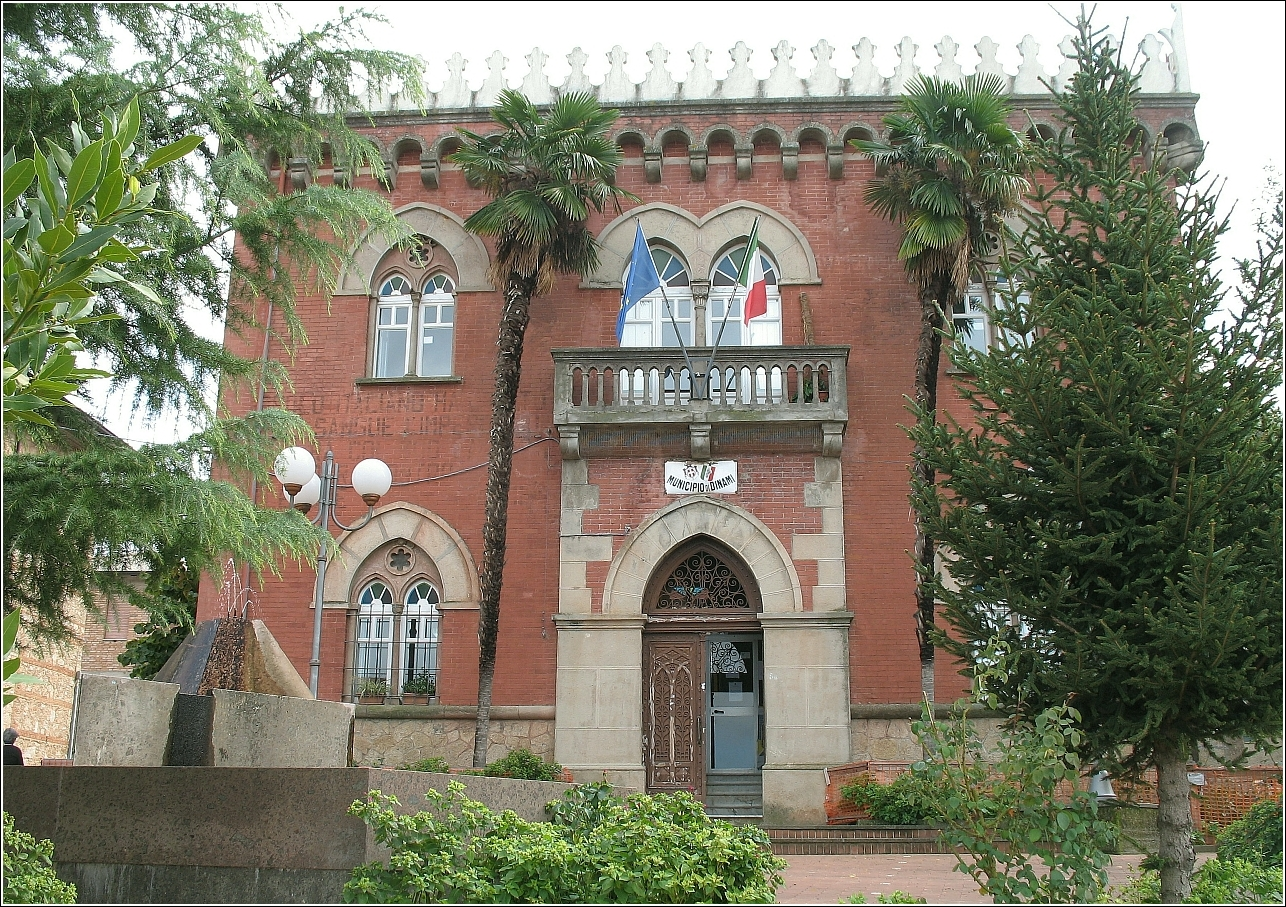
Il Municipio

Abitanti censiti

## Cultura

### Cucina
Il piatto tipico del paese sono i pipi e patati (letteralmente peperoni piccanti e patate).
Si preparano friggendo separatamente le patate tagliate a tocchetti abbastanza grossi, e i peperoni piccanti. Poco prima del termine della cottura, vengono uniti e viene aggiunto uno o due pomodori con la buccia, per dare un po'  di colore al piatto.
Possono essere serviti, sia caldi, sia freddi, solitamente come piatto singolo insieme a dell'ottimo pane locale. A volte vengono usati anche come contorno. Per ragioni di freschezza dei prodotti utilizzati, il periodo di maggior consumo di questo piatto è l'estate, quando ogni Dinamese ha sulla sua tavola, sia a cena che a pranzo una teglia con questa prelibatezza.
Il piatto tipico delle feste è la pasta fatta in casa (maccarruna) con il sugo di capra.
Tra i dolci, meritano una menzione i Papuni, biscotti a forma di essere umano, che nel passato avevano un significato votivo e in parte legato a culti pagani. Ottimi dolci da consumare soprattutto a colazione con una tazza di latte, sono i Taralli dolci.

## Infrastrutture e trasporti
Il comune è interessato dalle seguenti direttrici stradali:

## Amministrazione
| Periodo          | Periodo          | Primo cittadino     | Partito                            | Carica                    | Note |
| ---------------- | ---------------- | ------------------- | ---------------------------------- | ------------------------- | ---- |
| 23 aprile 1995   | 21 marzo 1997    | Edoardo Arena       | Partito Democratico della Sinistra | sindaco                   |      |
| 21 marzo 1997    | 16 novembre 1997 |                     |                                    | commissario straordinario |      |
| 16 novembre 1997 | 27 maggio 2002   | Gregorio Ciccone    | lista civica                       | sindaco                   |      |
| 27 maggio 2002   | 28 maggio 2007   | Gregorio Ciccone    | lista civica                       | sindaco                   |      |
| 28 maggio 2007   | 14 aprile 2008   |                     |                                    | commissario straordinario |      |
| 14 aprile 2008   | 27 maggio 2013   | Francesco Cavallaro | lista civica                       | sindaco                   |      |
| 27 maggio 2013   | 10 giugno 2018   | Maria Ventrice      | lista civica Il faro               | sindaco                   |      |
| 10 giugno 2018   | in carica        | Gregorio Ciccone    | lista civica Le ali della libertà  | sindaco                   |      |